# Piastra de la Indochina francesa
La piastra de la Indochina francesa fue la moneda de la antigua colonia de la Indochina francesa entre 1880 y 1952. Se dividía en 100 céntimos.

## Historia
La piastra se introdujo para incrementar la estabilidad monetaria de las colonias francesas y al principio equivalía a un peso mexicano, que era la moneda que circulaba en la zona en la época. En Camboya sustituyó al franco, mientras que en Laos sustituyó a la moneda tailandesa y en Vietnam al đồng. La primera piastra de plata pesaba 24,4935 gramos de plata pura. En 1895 se redujo a 24,30 gramos.
Hasta 1920 la piastra mantuvo su padrón ponderal basado en la plata, cuando se fijó al franco francés con varias tasas de cambio debido al alto precio de la plata. En 1921 se volvió a restaurar el padrón de plata y se mantuvo hasta 1930, cuando la piastra se fijó al franco con una tasa de cambio de 1 piastra=10 francos. Durante la ocupación japonesa en la II Guerra Mundial se fijó al yen con una tasa de cambio de 0,976 piastras por yen, y al finalizar la guerra se volvió a fijar al franco francés. Sin embargo, en diciembre de 1945 para evitar la devaluación del franco francés, el cambio se fijó a 17 francos por piastra.
En 1946 se introdujo el đồng de Vietnam del Norte que sustituyó a la piastra a la par. Entre 1952 y 1953 el kip, el riel y el đồng de Vietnam del Sur sustituyeron a la piastra en sus respectivos territorios. Al principio, los billetes tenían las denominaciones en la moneda nacional y en piastras, sin embargo las monedas se acuñaron con la denominación local desde el principio. Estas monedas circularon junto con las antiguas piastras.

## Monedas
La primera moneda se introdujo en 1880. En 1885, se introdujeron las monedas de 1 céntimo de bronce, seguidas de las denominaciones de 10, 20, 50 céntimos y 1 piastra de plata. En 1887 se añadió una moneda de 1 sapeque (5 céntimos). En 1895 la cantidad de plata se redujo en todas las monedas, y desde 1896 la moneda de 1 céntimo se acuñaba con agujero. En 1923 se introdujo una moneda de 5 céntimos con agujero de cuproníquel, seguida en 1935 por otra de ½ céntimo de bronce.
En 1939 se introdujeron monedas de zinc de ½ céntimo, 10 céntimos de níquel y 20 céntimos de cuproníquel. Entre 1942 y 1944 se acuñaron monedas en nombre del Estado francés en denominaciones de ¼ de zinc, 1 y 5 céntimos de aluminio. En 1945 se introdujeron monedas de aluminio de 10 y 20 céntimos, seguidas de 5 céntimos de aluminio y 1 piastra de cuproníquel. Las últimas piastras acuñadas fueron en nombre de la Federación Indochina.

## Billetes
En 1892, el Banco de Indochina introdujo billetes de 1 piastra, seguidos por los de 5, 20 y 100 piastras al año siguiente. Entre 1920 y 1922, se emitieron billetes de 10, 20 y 50 céntimos. En 1939 se introdujeron billetes de 500 piastras. Ese mismo año el Gobierno General de Indochina introdujo billetes de 10, 20 y 50 céntimos, y añadió los de 5 céntimos en 1942. En 1945, el Banco de Indochina introdujo los billetes de 50 piastras, seguidos de los de 10 piastras en 1947.
En 1953 el Instituto de Emisión de los Estados de Camboya, Laos y Vietnam asumió las competencias de Banco de Indochina para emitir dinero. Ese mismo año se emitió un billete de 1 piastra en nombre de los tres países. Además, entre 1952 y 1954 se introdujeron billetes denominados en piastras y en las monedas locales (kip, riel y đồng). En Camboya se emitieron billetes de 1, 5, 10, 100 y 200 piastras/riel, en Laos, 1, 5, 10 y 100 piastras/kip, y en Vietnam del Sur de 1, 5, 10, 100 y 200 piastras/đồng.